# Doctor Lawyer
Doctor Lawyer (en hangul, 닥터 로이어; RR: Dakteo Roieo) es una serie de televisión surcoreana codirigida por Lee Yong-seok y Lee Dong-hyun, y protagonizada por So Ji-sub, Im Soo-hyang, Shin Sung-rok y Lee Joo-bin. Se emitió desde el 3 de junio hasta el 23 de julio de 2022 como serie de viernes y sábado, por el canal MBC. También está disponible en la plataforma Disney+ para algunos países.

## Sinopsis
Han Yi-han (So Ji-sub) fue en otro tiempo un cirujano estrella, pero abandonó la medicina después de cierta ocasión en que un paciente suyo murió tras una operación que creía haber realizado con éxito. Entonces se convirtió en abogado especializado en causas médicas, y se dedica a intentar desentrañar la verdad de ese caso que lo persigue desde hace años. Geum Seok-yeong (Im Soo-hyang) es una fiscal que se ocupa de delitos médicos, y que perdió a la persona que amaba y que era su única familia a causa de un error médico.

## Reparto

### Principal
- So Ji-sub como Han Yi-han. Antes había sido un cirujano da gran prestigio, pero ahora es un abogado especializado en litigios médicos.[2][5]
- Im Soo-hyang como Geum Seok-yeong. Fiscal de la división de delitos médicos de la Fiscalía del Distrito Central de Seúl, cree firmemente que la regeneración de los delincuentes se basa en el castigo y no en la indulgencia, pero también es una persona con humanidad que sabe defender a un acusado inocente mejor que su propio abogado.[6][7]
- Shin Sung-rok como Lee Jayden. Gerente de la sucursal asiática de Honors Hand, una empresa que opera en cabildeo e inversiones, en la que dispone de un poder inquebrantable.[8]

### Secundario

#### Fundación y Hospital Banseok
- Lee Joo-bin como Lim Yu-na. La directora del Centro de I+D del hospital Banseok. Hija de un poderoso político, nació en Estados Unidos pero se trasladó a Corea cuando le ofrecieron ese puesto de directora.[9]
- Lee Geung-young como Gu Jin-gi. Presidente de la fundación Banseok y presidente del hospital Banseok. Actualmente ministro de Salud y Bienestar.[10]
- Lee Dong-ha como Gu Hyun-seong. Director del hospital Banseok e hijo único de Gu Jin-gi.[11]
- Woo Hyun-joo como Pyo Eun-sil. Una excelente abogada y la jefa del equipo legal de la fundación Banseok, a la que debe lealtad porque fue becada en sus estudios por ella.[12]
- Choi Deok-moon como Lee Do-hyeong. Exdirector del Departamento de Anestesia del hospital Banseok, actualmente ocupa el cargo de vicepresidente del hospital Banseok.[13]
- Kim Hyung-mook como Park Ki-tae, cirujano torácico en el hospital Banseok, un médico sin antecedentes ni habilidades que ayuda a Han Yi-han.[14]
- Lee Seung-woo como Choi Yo-seop, becario de tercer año en el Departamento de Cirugía Torácica del hospital Banseok.[15]
- Lee Gyu-bok como el jefe Cheon, guardaespaldas y asistente de Gu Jin-gi.[16]
- Kim Ho-jung como Jo Jung-hyun, jefa de enfermería en el hospital Banseok; también fue profesora en el Departamento de Enfermería en la Universidad de Banseok.[14]
- Moon Hee-kyung como Jang Jeong-ok, la esposa de Gu Jin-gi.[17]

#### Bufete de abogados New Hope
- Jung Min-ah como Jo Da-rom, antigua periodista de espectáculos, ahora investigadora especial en New Hope.[18]
- Seo Yoon-ah como Ban Soo-hee, estudiante de último año de la universidad de Jo Da-rom y excelente periodista médico.[19]
- Jo Hyun-sik como Kang Dae-woong, un enfermero del hospital Banseok que siguió a Han Yi-han a New Hope.[19]

#### División de delitos médicos
- Choi Jae-woong como Baek Kang-ho, fiscal jefe de la división de delitos médicos de la Fiscalía del Distrito Central de Seúl.[10]
- Noh Young-hak como Jeong Hee-kyung, un investigador de nivel 8 en la división de delitos médicos en equipo con Geum Seok-Young.
- Lee Sang-hoon como Park Gye-jang, un investigador veterano, con 25 años de experiencia.

#### Otros
- Nam Myeong-ryeol como Im Tae-moon, exministro de Relaciones Exteriores, Embajador en los Estados Unidos, actual candidato presidencial del Partido Coreano.
- Kang Kyung-heon como Yoon Mi-sun, antigua presentadora de noticias en televisión, miembro al cuarto mandato de la Asamblea Nacional y líder del gobernante partido Daehan.[20]
- Kim Tae-gyeom como Michael Young, líder del equipo de estrategia de Honors Hand Asia.[21]
- Park Joon-hyuk como Kwon Yun-seok, asistente legal de Yoon Mi-sun.
- Han Seung-bin como Geum Seok-ju, el hermano menor de Geum Seok-young, que sufre una enfermedad cardíaca.[22]
- Lim Cheol-hyung como Nam Hyuk-cheol, un recluso del corredor de la muerte que en tiempos mejores había sido un reputado empresario de dispositivos médicos, y también el exmarido de Jo Jung-hyun.[23]
- Kim Yoon-seo como Jung Yun-jeong, una cirujana de élite del Servicio Nacional Forense, que se ve involucrada en un accidente mortal  y proporciona una pista clave para el caso.[24]
- Nam Ki-ae como la madre de Han Yi-han.[25]
- Hwang Hyun-bin como Nirn, el ama de llaves mongola que lucha para proteger a Hojun de los abusos de su padre.[26]
- Jang Seo-yeon como Gil Seo-yeon, una ídolo que perdió la voz víctima de un accidente médico, como consecuencia de una cirugía.[27]
- Shin Soo-jung como la gerente Ga-yeon, responsable del accidente médico de Seo-yeon (ep. 4-5).[28]
- Jung Bo-min como Yang Seon-ae, hija de Yoon Mi-sun.[29]
- Kim Dae-geon como Do Jin-woo, amigo de Yang Seon-ae.[30]
- Park Seon-hye como la madre de Gil Seo-yeon.

## Producción
A principios de abril de 2022 se produjo una polémica entre los canales MBC y SBS a causa de la programación en mayo de sendas series con la misma actriz protagonista, Im Soo-hyan. MBC elevó una protesta porque su programación era ya conocida con mucha antelación, mientras que SBS la modificó al último momento. El motivo de ello fue que las series inicialmente previstas (The Police Station Next to the Fire Station y después Why Oh Soo Jae?) sufrieron retrasos en la producción por diversos motivos, y SBS las sustituyó como solución de emergencia por From Today, We, la cual en principio estaba destinada a ser distribuida por servicio OTT. Pero MBC iba a estrenar el 27 de mayo precisamente Doctor Lawyer, también protagonizada por Im Soo-hyan. MBC lamentó la superposición de las dos series y que se hubiera violado así una praxis habitual en la industria del espectáculo, con repercusiones negativas en anunciantes, patrocinadores y espectadores de ambas. SBS se defendió señalando que había tenido que retrasar la puesta en antena de la suya, prevista para el 12 de abril (es decir inmediatamente después del final de Propuesta laboral) por problemas de producción, y que en todo caso las dos series se emitirían en días y horarios diversos.
El 27 de abril de 2022 se publicaron fotografías de la lectura del guion.

## Banda sonora original
| Parte | Fecha de publicación | N.º | Título                                 | Letra                                                                                      | Música                                                                      | Artista                  | Duración |
| ----- | -------------------- | --- | -------------------------------------- | ------------------------------------------------------------------------------------------ | --------------------------------------------------------------------------- | ------------------------ | -------- |
| 1     | 10 de junio de 2022  | 1   | «Freedom»                              | Kang Dana, Quokka (Stupid Squad)                                                           | Kang Dana, Quokka (Stupid Squad), Oh Hyung-seok (Stupid Squad)              | Lee Chang-sub            | 3:47     |
| 1     | 10 de junio de 2022  | 2   | «Freedom»(inst.)                       |                                                                                            | Kang Dana, Quokka (Stupid Squad), Oh Hyung-seok (Stupid Squad)              |                          | 3:47     |
| 2     | 17 de junio de 2022  | 1   | «An Unfamiliar Day» (낯선 하루)        | Ha Geun-young, Noh Sung-eun (Chansline), Kim Shi-won (Chansline), Kim Sung-min (Chansline) | Noh Sung-eun (Chansline), Kim Shi-won (Chansline), Kim Sung-min (Chansline) | Chen (EXO)               | 4:04     |
| 2     | 17 de junio de 2022  | 2   | «An Unfamiliar Day» (낯선 하루)(inst.) |                                                                                            | Noh Sung-eun (Chansline), Kim Shi-won (Chansline), Kim Sung-min (Chansline) |                          | 4:04     |
| 3     | 25 de junio de 2022  | 1   | «Fight On»                             | Park Sang-yoo                                                                              | Sang Yoon, MLC, Louis, Fascinador                                           | Yoo Hwe-seung (N.Flying) | 3:21     |
| 3     | 25 de junio de 2022  | 2   | «Fight On»(inst.)                      |                                                                                            | Sang Yoon, MLC, Louis, Fascinador                                           |                          | 3:21     |
| 4     | 1 de julio de 2022   | 1   | «My Shadow»                            | Ha Geun-young, Lee Soo-yeon                                                                | Ha Geun-young, Lee Soo-yeon                                                 | Yi Ra-on                 | 3:39     |
| 4     | 1 de julio de 2022   | 2   | «My Shadow»(inst.)                     |                                                                                            | Ha Geun-young, Lee Soo-yeon                                                 |                          | 3:39     |

## Audiencia
| Temporada | Temporada | Episodio número | Episodio número | Episodio número | Episodio número | Episodio número | Episodio número | Episodio número | Episodio número | Episodio número | Episodio número | Episodio número | Episodio número | Episodio número | Episodio número | Episodio número | Episodio número | Promedio |
| Temporada | Temporada | 1               | 2               | 3               | 4               | 5               | 6               | 7               | 8               | 9               | 10              | 11              | 12              | 13              | 14              | 15              | 16              | Promedio |
| --------- | --------- | --------------- | --------------- | --------------- | --------------- | --------------- | --------------- | --------------- | --------------- | --------------- | --------------- | --------------- | --------------- | --------------- | --------------- | --------------- | --------------- | -------- |
|           | 1         | 1006            | 806             | 1162            | 852             | 997             | 1285            | 1117            | 1076            | 1064            | 1077            | 1285            | 1168            | 1188            | 1100            | 1294            | 1294            | 1111     |

| Capítulo                                                                          | Fecha de emisión    | Índices de audiencia | Índices de audiencia | Índices de audiencia |
| Capítulo                                                                          | Fecha de emisión    | Nielsen Korea        | Nielsen Korea        | TNmS                 |
| Capítulo                                                                          | Fecha de emisión    | Nacional             | Seúl                 | Nacional             |
| --------------------------------------------------------------------------------- | ------------------- | -------------------- | -------------------- | -------------------- |
| 1                                                                                 | 3 de junio de 2022  | 5,2 % (10.ª)         | 5,7 % (8.ª)          | 5,3 % (11.ª)         |
| 2                                                                                 | 4 de junio de 2022  | 4,2 % (16.ª)         | 4,6 % (11.ª)         | 3,7 % (18.ª)         |
| 3                                                                                 | 10 de junio de 2022 | 6,5 % (9.ª)          | 6,4 % (6.ª)          | 6,8 % (9.ª)          |
| 4                                                                                 | 11 de junio de 2022 | 4,9 % (13.ª)         | 5,1 % (9.ª)          | 5,1 % (10.ª)         |
| 5                                                                                 | 17 de junio de 2022 | 5,7 % (9.ª)          | 5,4 % (9.ª)          | 5,3 % (13.ª)         |
| 6                                                                                 | 18 de junio de 2022 | 6,9 % (4.ª)          | 6,7 % (4.ª)          | 6,3 % (4.ª)          |
| 7                                                                                 | 24 de junio de 2022 | 6,4 % (9.ª)          | 6,5 % (7.ª)          | 6,5 % (9.ª)          |
| 8                                                                                 | 25 de junio de 2022 | 5,4 % (12.ª)         | 5,2 % (11.ª)         | —                    |
| 9                                                                                 | 1 de julio de 2022  | 6,3 % (10.ª)         | 6,0 % (9.ª)          | 5,9 % (11.ª)         |
| 10                                                                                | 2 de julio de 2022  | 6,2 % (6.ª)          | 6,3 % (5.ª)          | 6,4 % (3.ª)          |
| 11                                                                                | 8 de julio de 2022  | 7,2 % (6.ª)          | 7,1 % (7.ª)          | —                    |
| 12                                                                                | 9 de julio de 2022  | 6,1 % (5.ª)          | 6,2 % (4.ª)          | 6,5 % (5.ª)          |
| 13                                                                                | 15 de julio de 2022 | 6,5 % (8.ª)          | 6,3 % (7.ª)          | 6,4 % (11.ª)         |
| 14                                                                                | 16 de julio de 2022 | 6,2 % (5.ª)          | 6,2 % (6.ª)          | 6,2 % (5.ª)          |
| 15                                                                                | 22 de julio de 2022 | 7,1 % (7.ª)          | 7,3 % (6.ª)          | 6,4 % (11t.ª         |
| 16                                                                                | 23 de julio de 2022 | 7 % (5.ª)            | 7,2 % (5.ª)          | 6,4 % (4.ª)          |
| Promedio                                                                          | Promedio            | 6,11 %               | 6,14 %               | —                    |
| - En esta tabla, aparecen en azul los valores más bajos, y en rojo los más altos. |                     |                      |                      |                      |